# Johannes Zmarzlik
Johannes Zmarzlik (1925–1999) war ein deutscher Arbeitsrechtler und Ministerialbeamter.

## Werdegang
Zmarzlik promovierte 1952 an der Rechts- und staatswissenschaftlichen Fakultät der Universität Würzburg. Während seiner beruflichen Tätigkeiten war er Ministerialrat im Bundesministerium für Arbeit und Sozialordnung.
Er ist Verfasser von Kommentaren zur Arbeitszeitordnung, zum Jugendarbeitsschutzgesetz, zum Mutterschutzgesetz, zum Bundeserziehungsgeldgesetz sowie zum Arbeitszeitgesetz.

## Ehrungen
- 1986: Verdienstkreuz 1. Klasse der Bundesrepublik Deutschland